# Aloe gracilis

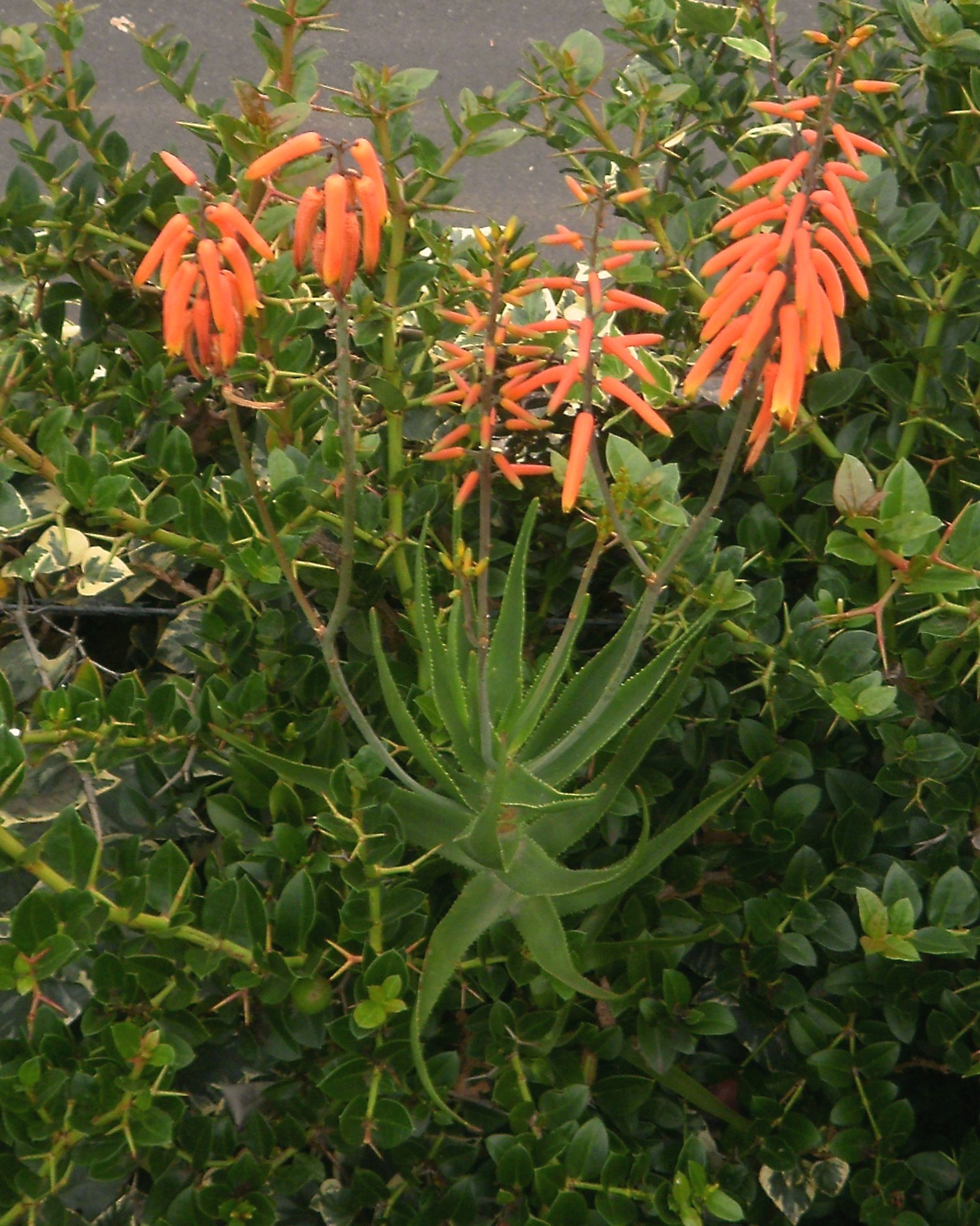
Blüten

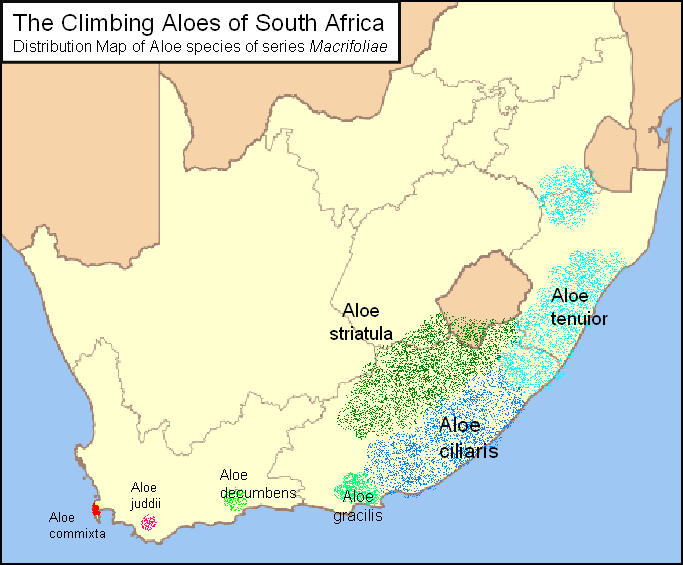
Verbreitungsgebiet

Aloe gracilis ist eine Pflanzenart der Gattung der Aloen in der Unterfamilie der Affodillgewächse (Asphodeloideae). Das Artepitheton gracilis stammt aus dem Lateinischen und bedeutet ‚schlank‘.

## Beschreibung

### Vegetative Merkmale
Aloe gracilis wächst stammbildend und verzweigt von der Basis aus. Die aufrechten Stämme sind bis zu 2 Meter lang und etwa 2 Zentimeter breit. Die lanzettlichen Laubblätter sind entlang der Stämme auf den obersten 30 bis 60 Zentimetern zerstreut angeordnet. Ihre trübgrüne Blattspreite ist 25 Zentimeter lang und 2,5 Zentimeter breit. Die festen, weißen Zähne am Blattrand sind 1 Millimeter lang und stehen 2 bis 5 Millimeter voneinander entfernt. Die hellgrünen, linierten Blattscheiden weisen eine Länge von 10 bis 15 Millimeter auf.

### Blütenstände und Blüten
Der Blütenstand ist einfach oder besteht aus ein bis zwei Zweigen. Er wird 20 bis 30 Zentimeter lang. Die ziemlich dichten, zylindrischen bis leicht konischen Trauben sind etwa 10 Zentimeter lang und bestehen aus 20 bis 30 Blüten. Die deltoid verschmälerten Brakteen weisen eine Länge von 5 Millimeter auf und sind 2 bis 3 Millimeter breit. Die leuchtend roten bis scharlachroten Blüten sind an ihrer Mündung gelblich, sie stehen an 8 Millimeter langen Blütenstielen. Die Blüten sind 40 bis 45 Millimeter lang und an ihrer Basis gerundet. Oberhalb des Fruchtknotens sind sie kaum verengt. Ihre äußeren Perigonblätter sind auf einer Länge von etwa 10 bis 12 Millimetern nicht miteinander verwachsen. Die Staubblätter und der Griffel ragen bis zu 1 Millimeter aus der Blüte heraus.

### Genetik
Die Chromosomenzahl beträgt {\displaystyle 2n=14}.

## Systematik und Verbreitung
Aloe gracilis ist in den südafrikanischen Provinzen Ostkap und Westkap in Dickichten auf felsigen Hügeln verbreitet. 
Die Erstbeschreibung durch Adrian Hardy Haworth wurde 1825 veröffentlicht.
Synonyme sind Aloe laxiflora N.E.Br. (1906) und Aloiampelos gracilis (Haw.) Klopper & Gideon F.Sm. (2013).

## Nachweise